# Тсоору
Тсо́ору (эст. Tsooru) — деревня в волости Антсла уезда Вырумаа, Эстония. 

## География и описание
Расположена в 11  км к юго-востоку от волостного центра — города Антсла, и в 23 км к юго-западу от уездного  центра — города Выру. Высота над уровнем моря — 84 метра.
На территории деревни находится озеро Тсоору.
Климат умеренный. Официальный язык — эстонский. Почтовые индексы: 66301, 66394 (до востребования).

## Население
По данным переписи населения 2021 года, в Тсоору насчитывалось 192 жителя, все — эстонцы.
По данным переписи населения 2011 года, в деревне проживали 218 человека, из них 216 (99,1 %) — эстонцы.
Численность населения деревни Тсоору по данным переписей населения:
| Год  | 1959 | 1970  | 1979  | 1989  | 2000  | 2011  | 2021  |
| ---- | ---- | ----- | ----- | ----- | ----- | ----- | ----- |
| Чел. | 177  | ↘ 173 | ↗ 324 | ↗ 441 | ↘ 323 | ↘ 218 | ↘ 192 |

## История
В письменных источниках 1419 года упоминается Tzoro, 1627 года — Zoor kulla (деревня), 1638 года — Zorakyllo, 1796 года — Zoro Moisa (мыза), 1909 года — Zooru.
В 1419 году упоминается вак вместе с деревнями Virro и Virga. В 1516 году упомянута самостоятельная мыза Vyer (упоминается также как Vire, Vyhre, Vohr, в 1625 году — Fuwer, в 1627 году — Fuehren, в 1638 году — Fyhr). Viira означает «пограничье», «земля на границе нескольких поместий». Позже мыза носила название Фиренхоф (нем. Fierenhof; на военно-топографических картах Российской империи (1846–1880 годы), в состав которой входила Лифляндская губерния, мыза обозначена как мз. Фирiенхофъ), эстонцы называют её мызой Тсоору (эст. Tsooru mõis). 
В 1920-х годах, в результате земельной реформы, на землях бывшей мызы Фиренхоф сформировалось поселение Тсоору, в 1977 году получившее официальный статус деревни. 
От главного здания мызы (господского особняка) сохранилось только перестроенное двухэтажное западное крыло. Из оставшихся объектов мызного комплекса в Государственный регистр памятников культуры Эстонии внесены мызный парк, амбар, ветряная мельница и дом мельника.  
Историческая деревня Тсоору (1627, 1638 годы) находилась у реки Мустйыги, в окрестностях современной деревни Роозику. В средние века граница между Тсоору и Сянна была границей ленных земель Икскюлей и крепости Нейгаузен. В 1938 году волость Тсоору (эст. Tsooru vald) получила новое название — волость Леписту (эст. Lepistu vald), поскольку старое название плохо звучало. Название Леписту происходит от сравнительно молодого волостного хутора, на участке которого располагались и здание волостной управы, и здание школы. 
В 1977 году, в период кампании по укрупнению деревень, с Тсоору были объединены деревни Каннуссаары (эст. Kannussaarõ, Kannussaare), Садуламытса (эст. Sadulamõtsa, Sadulmetsa) и Савикырдси (эст. Savikõrdsi).

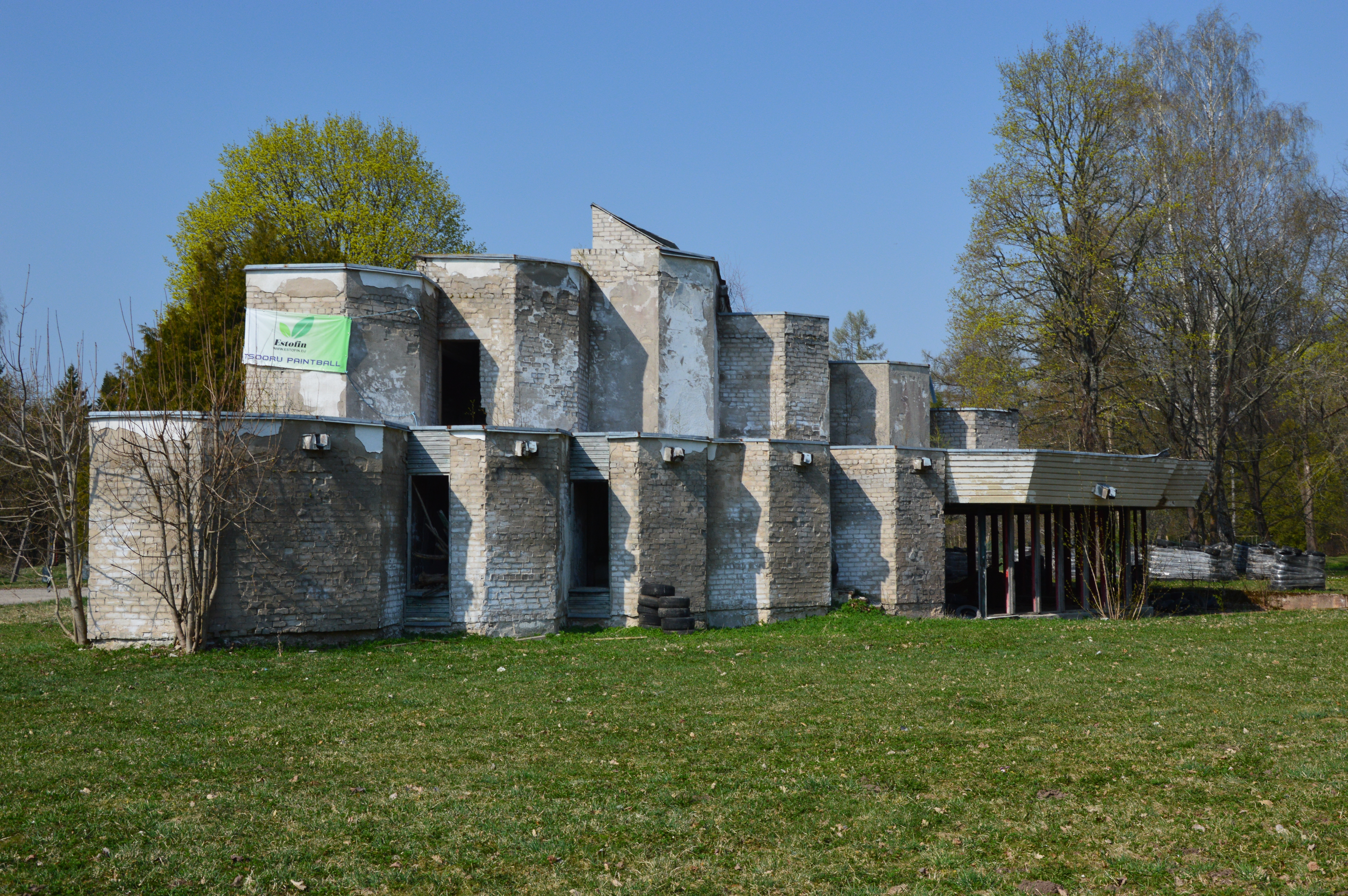
Руины колхозного центра в Тсоору

Построенное в деревне в 1977 году здание конторы колхоза имени Я. М. Свердлова (архитектор Тоомас Рейн (Toomas Rein)) является одним из лучших образцов архитектуры того времени. К настоящему времени от него остались только руины.
Общий земельный фонд колхоза имени Я. М. Свердлова в 1978 году составлял 8,9 тыс. га, из них обрабатываемых земель — 3,8 га; средняя численность работников — 424 чел.
В советское время на расположенной на территории деревни братской могиле советских воинов, павших во Второй мировой войне (исторический памятник с 1997 до 2023 года), был установлен памятник, где на плите перечислены имена погибших с указанием званий и дат гибели. В протоколе от 30 ноября 2022 года рабочая группа по советским памятникам при Госканцелярии Эстонии признала этот памятник «нейтральным монументом», т. е. не подлежащим демонтажу (в братской могиле похоронено 53 человека) (см. Список советских военных памятников Эстонии).

## Инфраструктура
В деревне работают библиотека, народный дом, магазин.

## Известные уроженцы
- Корнель, Карл-Фердинанд (1882—1953) — эстонский политический и государственный деятель, журналист, дипломат, юрист[26].

## Галерея

Деревня Тсоору
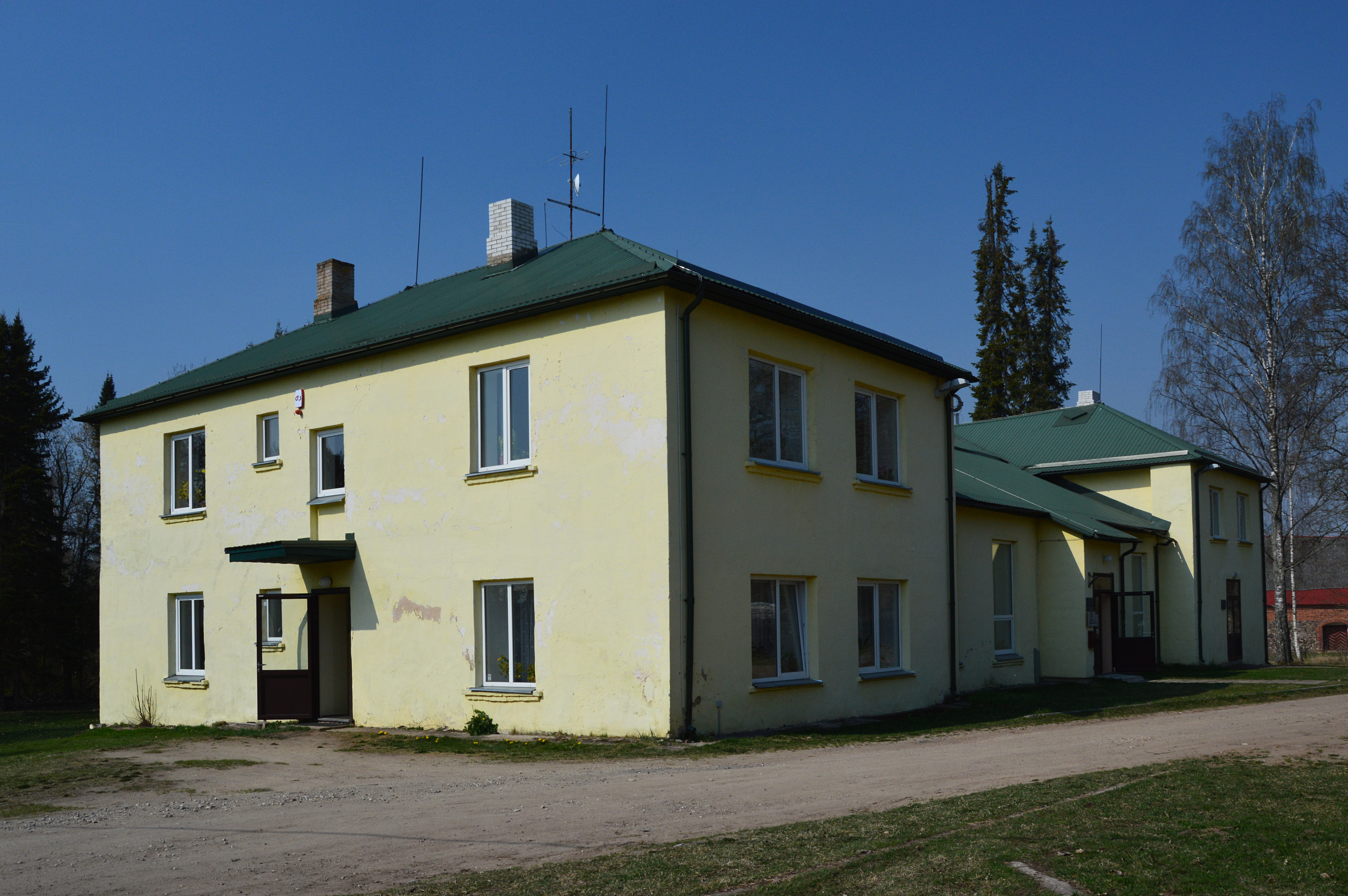
Народный дом
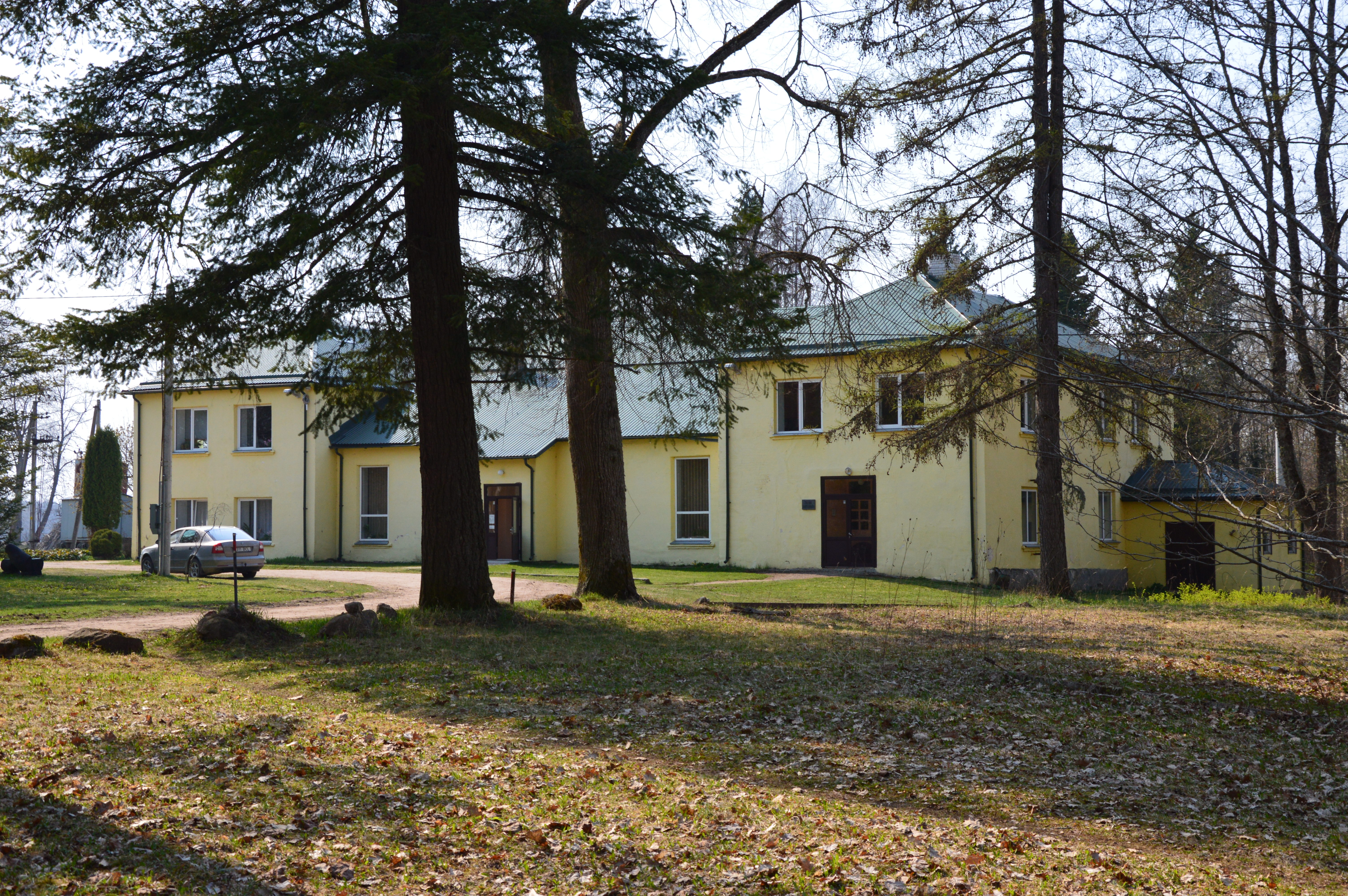
Библиотека
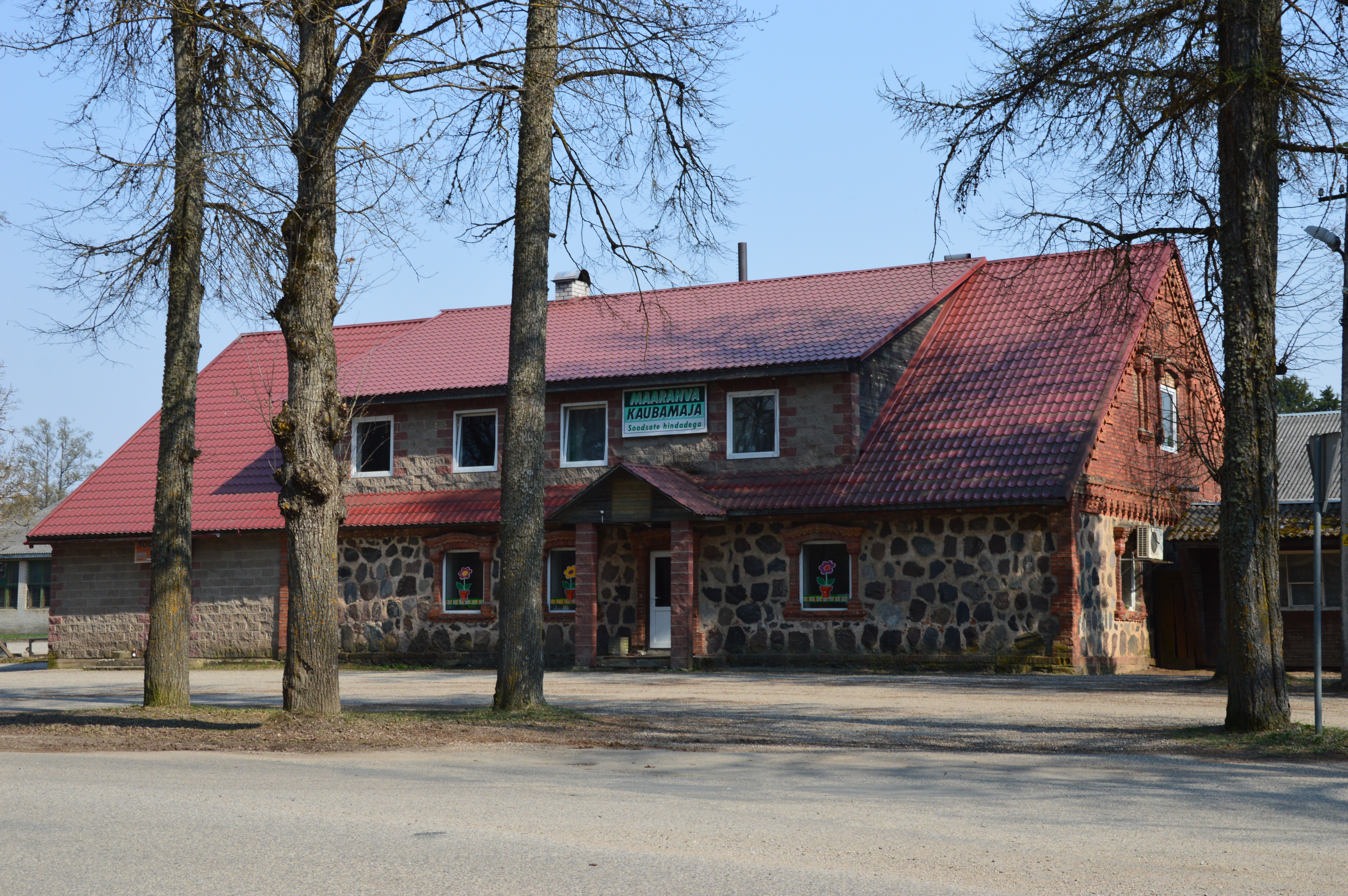
«Сельский универмаг» (Maarahva kaubamaja)
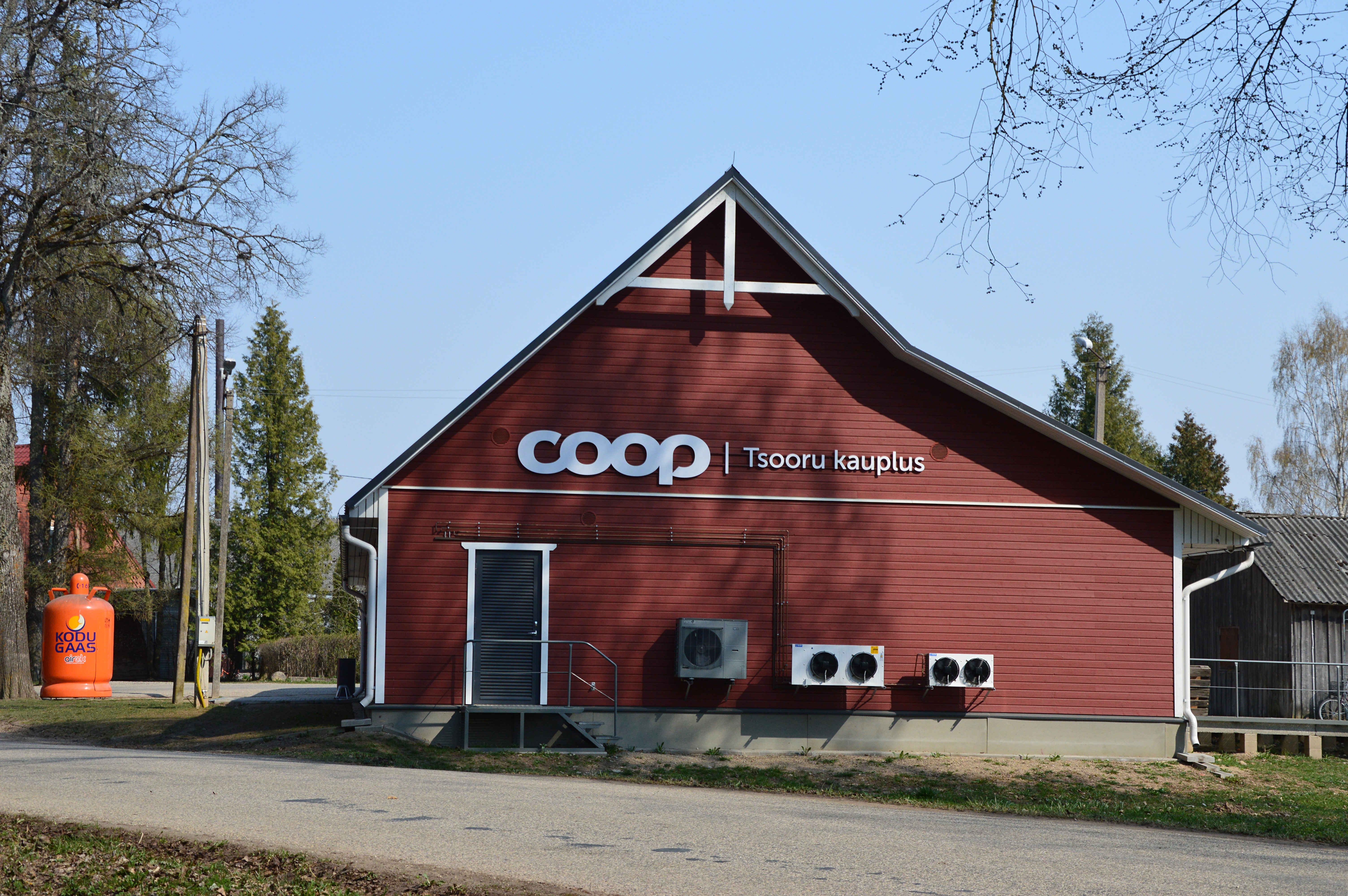
Магазин торговой сети «Coop»
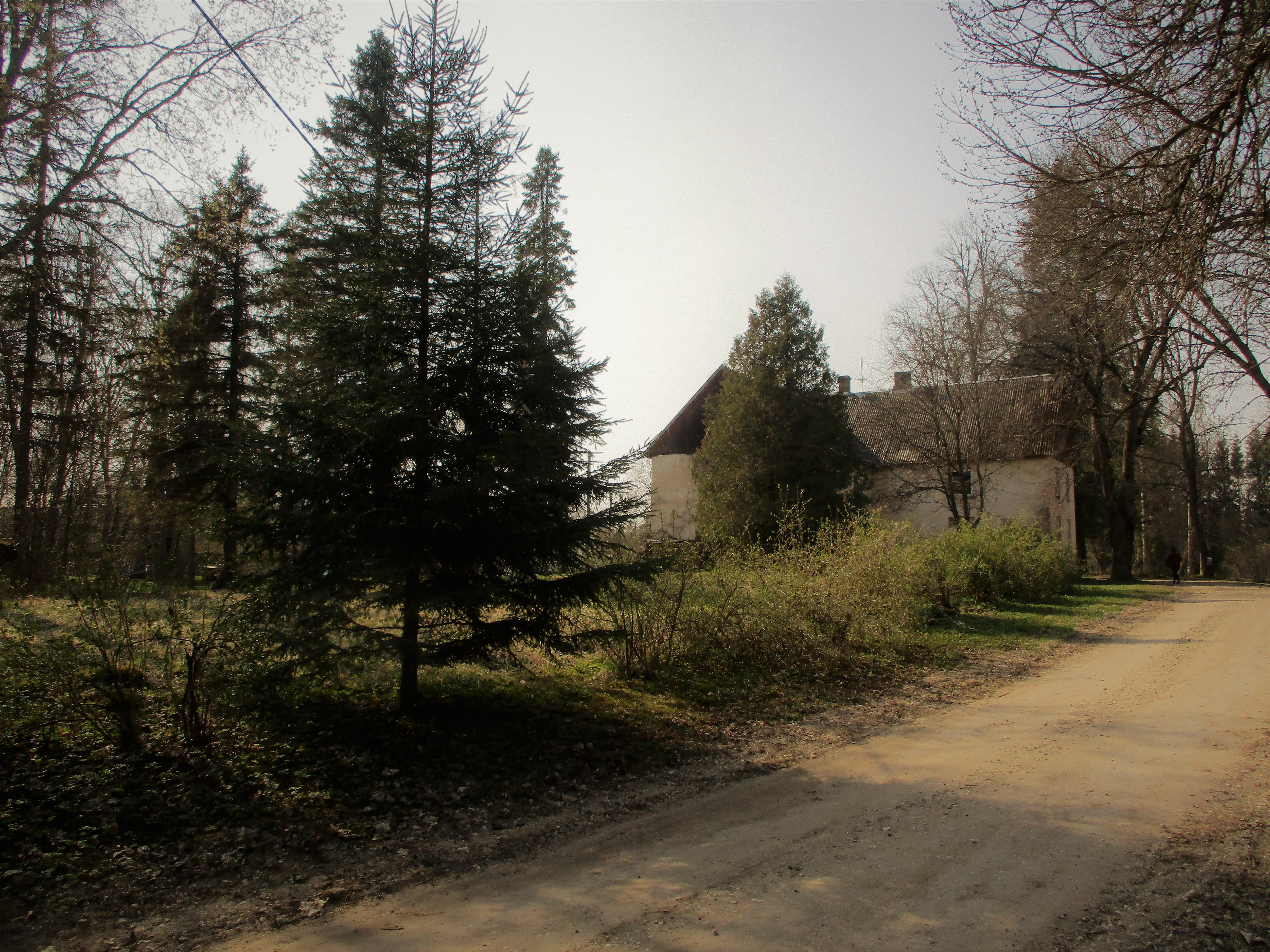
Вид на главное здание мызы Фиренхоф (Тсоору) с востока
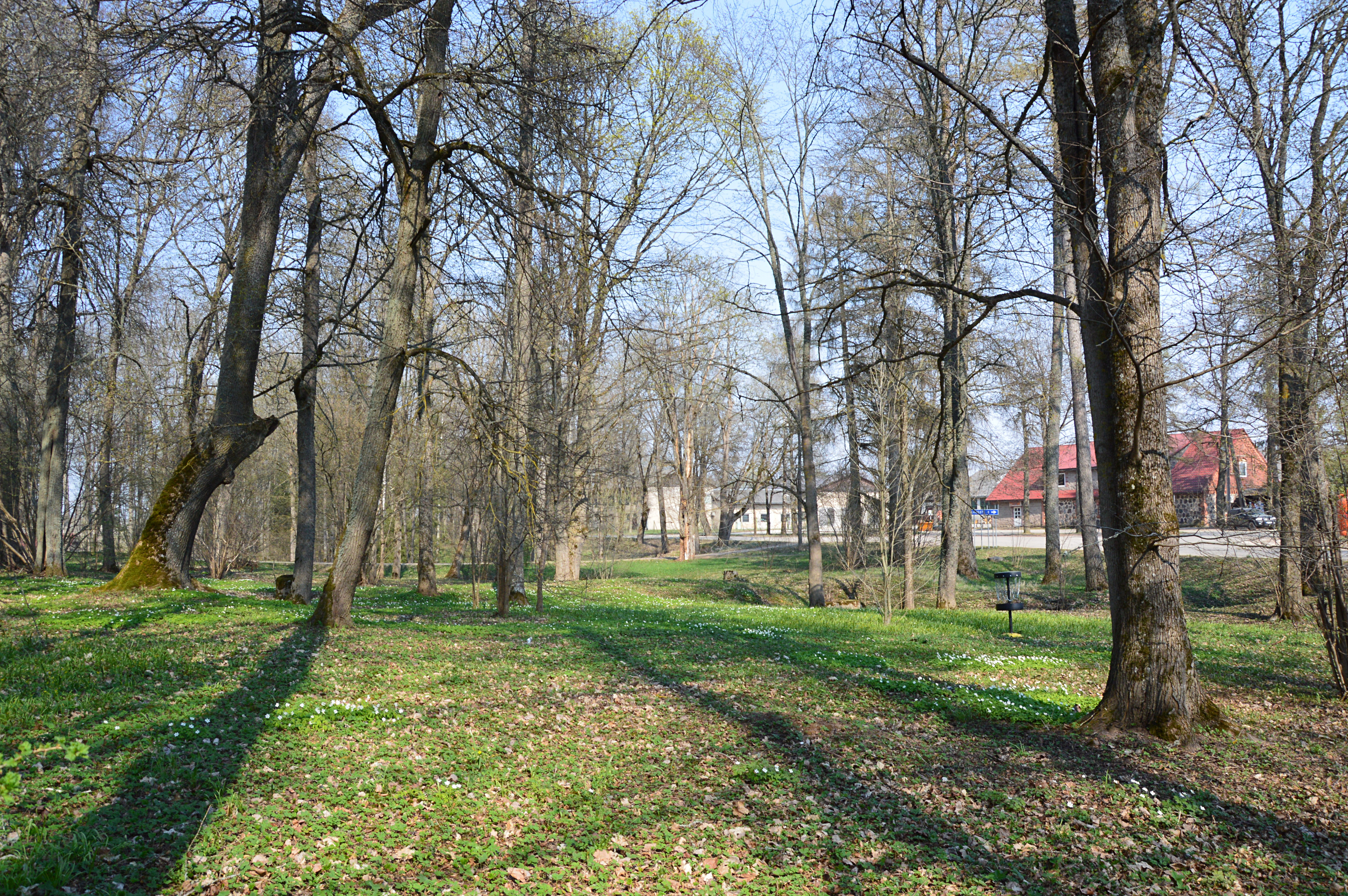
Мызный парк в апреле (памятник архитектуры)
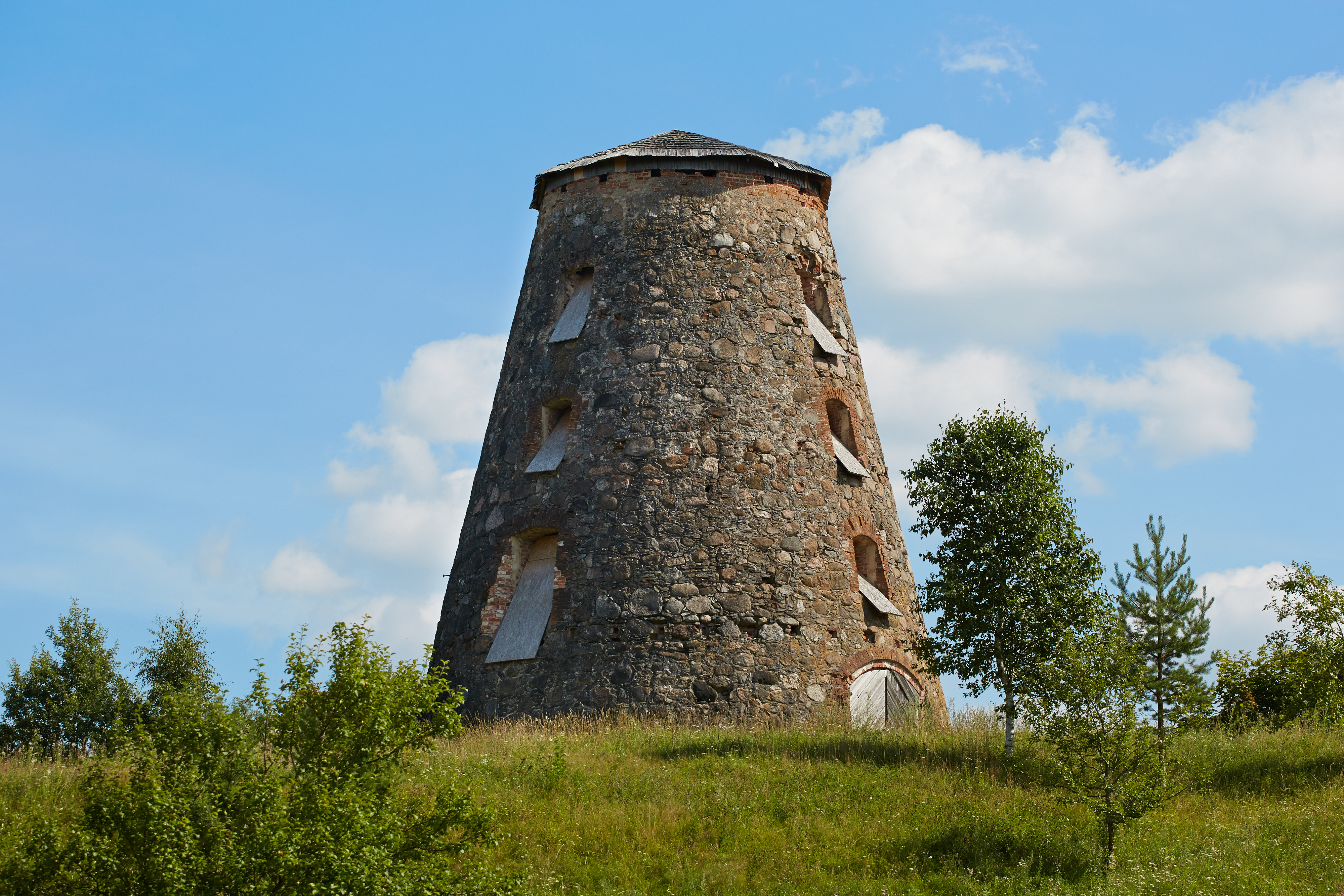
Ветряная мельница (памятник архитектуры)
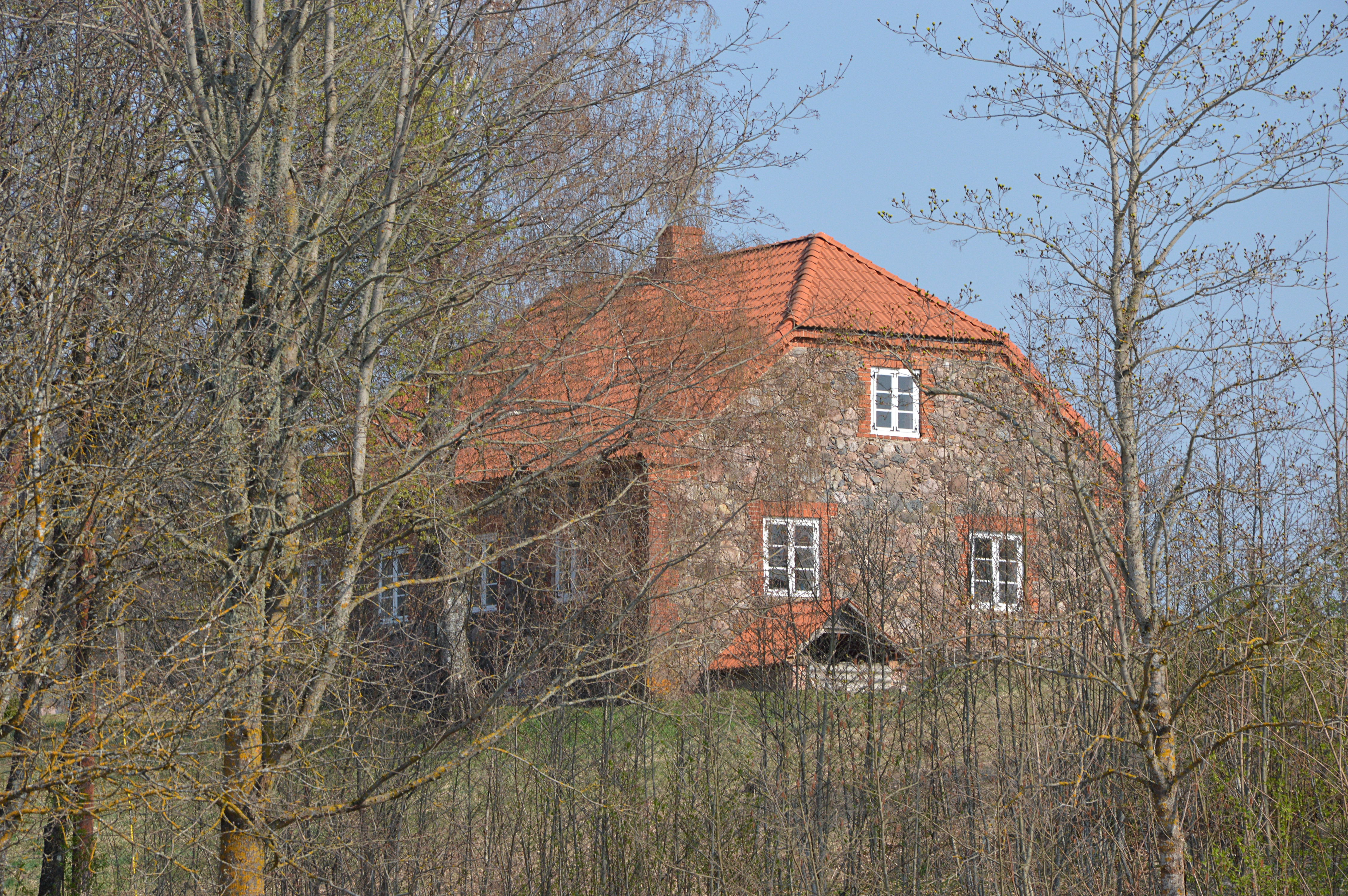
Дом мельника (памятник архитектуры)
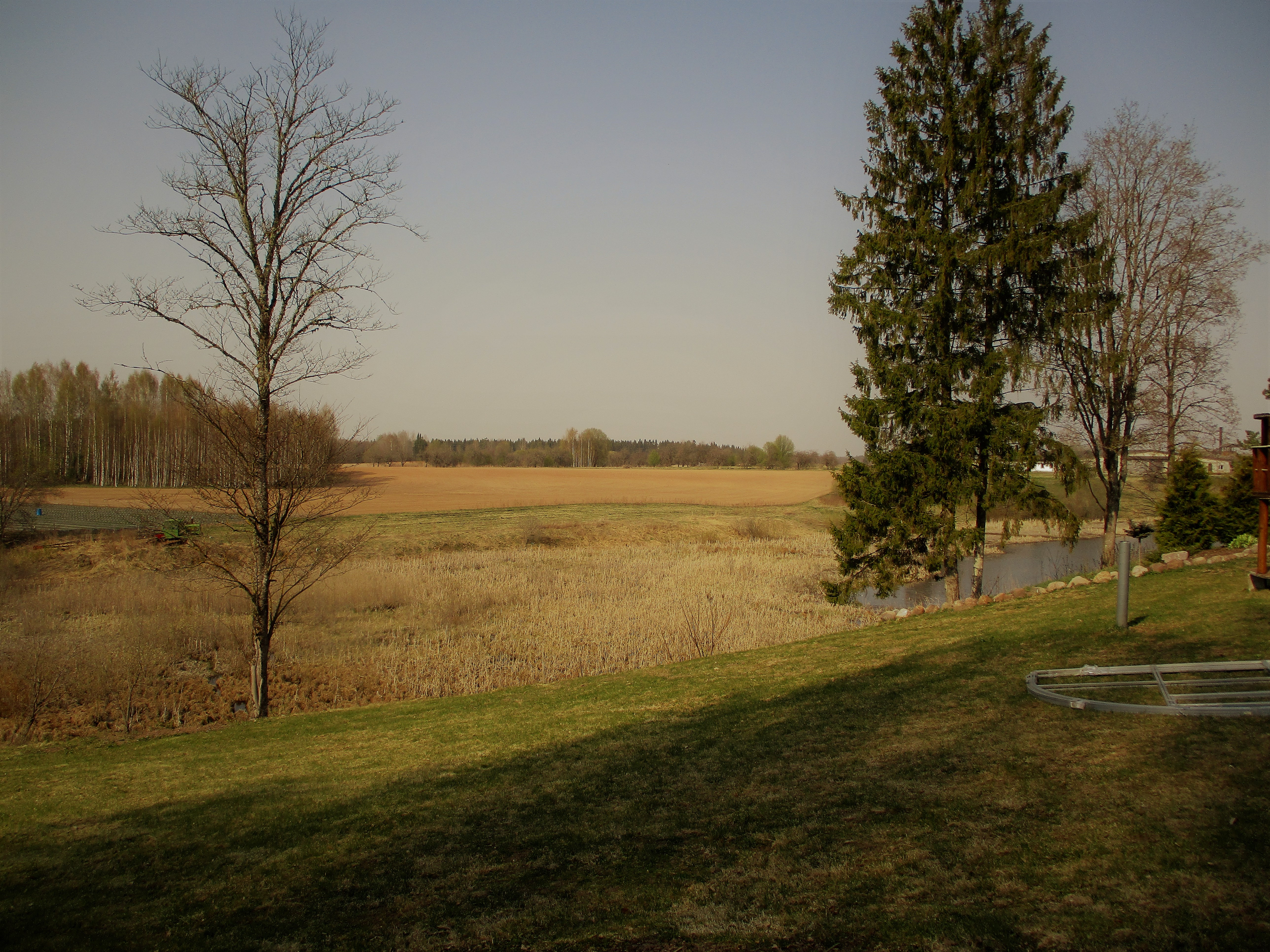
Городище Тсоору
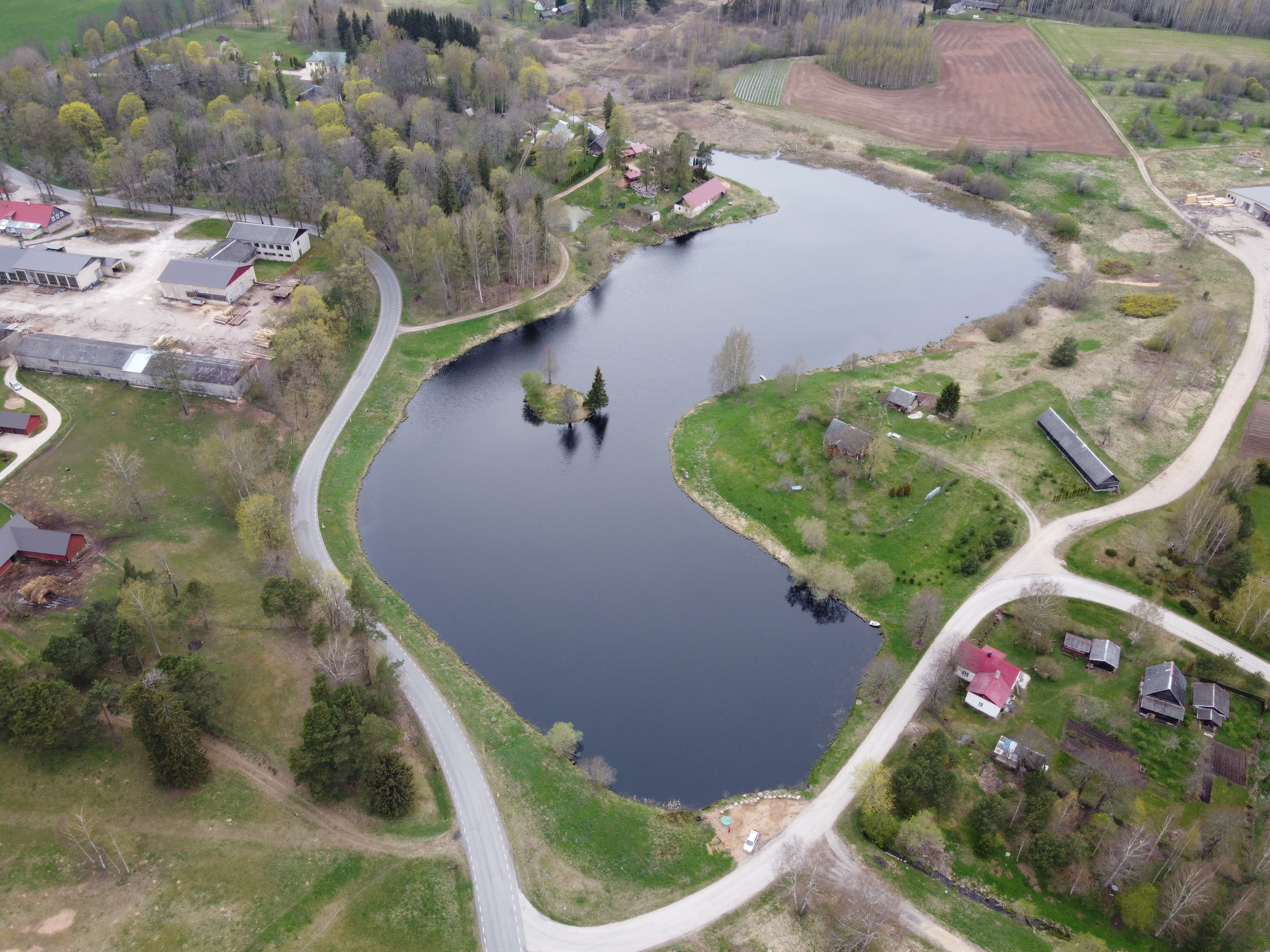
Вид на озеро Тсоору и деревню Тсоору с высоты

## Комментарии
1. ↑  Эстонские топонимы, оканчивающиеся на -а, не склоняются и не имеют женского рода (исключение — Нарва)[7].